# Premio Paolo-Borciani
Le Concours international pour quatuors à cordes Premio Paolo-Borciani est un concours de musique classique pour jeunes musiciens, créé en 1987 à Reggio d'Émilie, en Italie, et consacré à la mémoire du fameux fondateur et premier violon du Quartetto Italiano. Aujourd'hui, après vingt ans, ce prix est devenu l'un des concours les plus prestigieux au monde, grâce aussi à l'aide précieuse de Max Mara. L'organisme promoteur et organisateur est la Fondazione I Teatri de Reggio d'Émilie ; le directeur artistique est Lorenzo Fasolo; Le fondateur et directeur artistique honoraire a été le pianiste Guido A. Borciani, frère de Paolo Borciani.

## Les lauréats

### 1987
- 1er prix : non décerné
- 2e prix : Quatuor Carmina, Suisse
- 3e prix : non décerné

### 1990
- 1er prix : Quatuor Keller, Hongrie
- 2e prix : Quatuor Lark, États-Unis
- 3e prix : ex aequo Quatuor Danubius, Hongrie et Quatuor Subaru, Japon

### 1994
- 1er prix : non décerné
- 2e prix : Quatuor Mandelring, Allemagne
- 3e prix : non décerné
- Prix spécial : Quatuor Mandelring, Allemagne (meilleure exécution du quatuor commandé à Marco Stroppa)

### 1997
- 1er prix : Quatuor Artemis, Allemagne
- 2e prix : non décerné
- 3e prix : ex aequo Quatuor Auer, Hongrie e Quatuor Lotus, Japon
- Prix spécial : Quatuor Lotus, Japon (meilleure exécution du quatuor commandé à Luciano Berio)

### 2000
- 1er prix : non décerné
- 2e prix : Quatuor Excelsior, Japon
- 3e prix : Quatuor Casals, Espagne
- Prix spécial : Quatuor Excelsior, Japon (meilleure exécution du quatuor commandé à Salvatore Sciarrino)

### 2002
- 1er prix : Quatuor Kuss, Allemagne
- 2e prix : Quatuor Pacifica, États-Unis
- 3e prix : Quatuor Auer, Hongrie
- Prix spécial : ex aequo Quatuor Kuss et Quatuor Pacifica (meilleure exécution du quatuor commandé à Wolfgang Rihm)

### 2005
- 1er prix : Quatuor Pavel Haas, République Tchèque
- 2e prix : Quatuor Tankstream, Australie
- 3e prix : Quatuor Chiara, États-Unis
- 4e prix : Quatuor Biava, États-Unis (4 000 € offert par Mme Irene Steels-Wilsing en souvenir d'une semaine inoubliable)
- Prix spécial : Quatuor Pavel Haas (meilleure exécution du quatuor commandé à Sir Peter Maxwell Davies)

### 2008
- 1er prix : Quatuor Bennewitz, République Tchèque
- 2e prix : Quatuor Doric, Grande-Bretagne
- 3e prix ex aequo : Quatuor Ardeo, France, et Quatuor Signum, Allemagne
- Prix spécial Irene Steels-Wilsing : Quatuor Amaryllis, Allemagne-Suisse
- Prix spécial : Quatuor Quiroga, Espagne (meilleure exécution du quatuor commandé à Giovanni Sollima)

### 2011
- 1er Prix : non décerné
- Prix Finalistes : Quatuor Amaryllis, Allemagne ; Quatuor Meccorre, Pologne ; Quatuor Voce, France
- Prix du Public : Quatuor Voce, France
- Prix spécial : ex aequo Quatuor Meccorre, Pologne et Quatuor Cavaleri, Grande-Bretagne (meilleure exécution du quatuor commandé à Giya Kancheli)

### 2014
Les lauréats de la 10e édition (2014) sont :
- 1er prix : Quatuor Kelemen[2], Hongrie
- 2e prix : Quatuor Mucha, Slovaquie
- 3e prix : Quatuor Varèse, France
- Prix du Public : Quatuor Mucha, Slovaquie
- Prix spécial : Quatuor Varèse, France (meilleure exécution d'une pièce contemporaine)
- Prix Jeunesses musicales Deutschland : Quatuor Indaco, Italie

### 2017
Les lauréats de la 11e édition (2017) sont :
- 1er prix : non décerné
- 2e prix : Quatuor Omer (États-Unis/Corée du Sud)
- 3e prix : Quatuor Adorno (Italie)
- prix du public : Quatuor Adorno
- prix spécial pour la meilleure interprétation de la pièce contemporaine : Quatuor Adorno
- Prix Jeunesses musicales Deutschland : Quatuor Hanson (Royaume-Uni)

### 2021
Les lauréats de la 12e édition (2021) sont :
- 1er prix : non décerné
- 2e prix : Quatuor Balourdet (États-Unis) et Quatuor Leonkoro (Allemagne) ex aequo
- 3e prix : Quatuor Adelphi
- prix du public : Quatuor Leonkoro
- prix spécial pour la meilleure interprétation de la pièce contemporaine : Quatuor Arete (Corée du Sud)

### 2024
Les lauréats de l'édition 2024 sont :
- 1er prix : Quatuor Fibonacci (Royaume-Uni/Espagne)
- 2e prix : Quatuor Eden (Corée du Sud)
- 3e prix : Quatuor Elmore (Royaume-Uni)

## Comité d'honneur
- Claudio Abbado
- Quatuor Alban Berg
- Quatuor Borodine
- Radu Lupu
- Peter Maxwell Davies
- Riccardo Muti
- Arvo Pärt
- Maurizio Pollini
- Wolfgang Rihm
- Salvatore Sciarrino
- Marco Stroppa
- Tokyo String Quartet